# 即成犯
即成犯（そくせいはん）とは、刑法学上の用語、概念の一つである。法益の侵害がされ犯罪が成立すると同時に、犯罪が終了し、当該法益が消滅する犯罪をいう。例としては殺人罪がその典型である。犯罪の終了とともに公訴時効が進行する。
法益侵害状態が継続するが、法益侵害と同時に犯罪が成立及び終了する点で共通する状態犯との区別は、概念上難しく、また両者を区別することに実際上の意味はない。